# Mikko Luoma
Mikko Luoma (ur. 22 czerwca 1976 w Jyväskylä) – fiński hokeista, reprezentant Finlandii.

## Kariera
- Diskos U20 (1993-1996)
- Diskos (1996-1998)
- JYP (1998-2000)
- Tappara (2000-2003)
- Edmonton Oilers (2003, 2004)
- Toronto Roadrunners (2003-2004)
- Malmö Redhawks (2004-2005)
- Linköping (2005-2007)
- HV71 (2007-2009)
- Atłant Mytiszczi (2009-2010)
- HV71 (2010-2013)
- JYP (2013-2016)
- MODO (2016)
- HC Bolzano (2017)

Wychowanek klubu Diskos w rodzinnym mieście. Występował w rozgrywkach fińskiej SM-liiga, północnoamerykańskich NHL i AHL, szwedzkiej Elitserien i rosyjskiej KHL. Od kwietnia 2013 ponownie zawodnik JYP w rodzinnym mieście. Od września do października 2016 zawodnik szwedzkiego MODO. W styczniu 2017 przeszedł do włoskiego HC Bolzano i tam dokończył swój ostatni sezon.
Uczestniczył w turniejach mistrzostw świata w 2006, 2008.
W 2018 został skautem dla klubu Chicago Blackhawks.

## Sukcesy
Reprezentacyjne
- Brązowy medal mistrzostw świata: 2006, 2008

Klubowe
- Awans do I divisioona: 1995, 1997 z Diskos
- Srebrny medal mistrzostw Finlandii: 2001, 2002 z Tappara
- Złoty medal mistrzostw Finlandii: 2003 z Tappara
- Srebrny medal mistrzostw Szwecji: 2007 z Linköping, 2009 z HV71
- Złoty medal mistrzostw Szwecji: 2008 z HV71
- Brązowy medal mistrzostw Finlandii: 2015 z JYP

Indywidualne
- SM-liiga 2001/2002:
  - Najlepszy zawodnik miesiąca - wrzesień 2001
- Elitserien 2005/2006:
  - Pierwsze miejsce w klasyfikacji +/- w sezonie zasadniczym: +19
- Elitserien 2007/2008:
  - Skład gwiazd
  - Najlepszy obrońca sezonu
  - Pierwsze miejsce w klasyfikacji asystentów wśród obrońców w sezonie zasadniczym: 25 asyst
  - Pierwsze miejsce w klasyfikacji kanadyjskiej wśród obrońców w sezonie zasadniczym: 35 punktów
- Elitserien 2008/2009:
  - Pierwsze miejsce w klasyfikacji kanadyjskiej wśród obrońców w fazie play-off: 11 punktów
- Liiga (2014/2015):
  - Zdobywca zwycięskiego gola w meczu o brązowy medal JYP-Lukko (2:1)[4]